# Questões sobre Doutrinas
Adventistas do sétimo dia respondem perguntas sobre suas Doutrinas (muitas vezes abreviado para "Questões sobre Doutrinas" ou "QOD") é um livro publicado originalmente pela Igreja Adventista do Sétimo Dia em 1957 a fim de apresentar uma visão mais clara sobre os ensinos adventistas para o mundo evangélico. O livro gerou uma maior aceitação da Igreja Adventista dentro da comunidade protestante norte americana. Na época, muitos evangélicos consideravam a Igreja Adventista apenas como uma seita. No entanto, o livro também foi uma das publicações mais controversos da história adventista. O lançamento de QOD trouxe um grande afastamento e uma grande separação dentro do adventismo.
Embora os autores não sejam listados no título do livro (o crédito é dado a um grupo representativo de dirigentes, professores da Bíblia e editores Adventistas), os principais contribuintes para QOD foram Le Roy Edwin Froom, Walter E. Read e Roy Allan Anderson.
Dentro da cultura adventista, a frase Questões sobre Doutrinas passou a abranger não somente o livro em si, mas também a história que levou à sua publicação e a prolongada controvérsia teológica que provocou. Este artigo abrange todos estes aspectos da história do livro e do seu legado.
A edição original de 1957 Questões sobre a Doutrina pode ser lido em inglês no site SDAnet.

## História

### Contexto
A publicação de Questões sobre Doutrinas surgiu de uma série de 18 conferências realizadas entre a primavera de 1955 e o verão de 1956 entre os líderes adventistas e alguns representantes protestantes.  As raízes destas conferências originou-se de uma série de diálogos entre os adventistas W. E. Read, presidente da Conferência Geral, L. E. From e R. A. Anderon; entre os protestantes participaram o professor da universidade evangélica e editor da revista Eternity Donald Grey Barnhouse e o especialista em seitas norte-americanas, Walter Martin.
Read estava particularmente preocupado por causa de um comentário mordaz escrito por Barnhouse sobre o livro Caminho a Cristo de Ellen White livro. Read tinha enviado uma cópia do livro em 1949.  Na primavera de 1955, Barnhouse comissionou Walter Martin à escrever um livro sobre os adventistas do sétimo dia.  Martin pediu uma reunião com líderes adventistas para que ele pudesse questioná-los sobre suas crenças.
O primeiro encontro entre Walter Martin e os dirigentes adventistas ocorreu em março de 1955.  Martin foi acompanhado por George Cannon e se reuniu com o representante Adventista Le Roy Edwin Froom.  Mais tarde, Roy Allan Anderson e Barnhouse se juntaram a essas discussões.  Inicialmente, ambos os lados viam uns aos outros com desconfiança e trabalhavam em cima de uma lista de 40 perguntas. As preocupações centrais nessas discussões giravam em torno de quatro itens da teologia adventista:
- Que o sacrifício de Cristo na Cruz não foi completo;
- Que a salvação é resultado da graça mais as obras da lei;
- Que o Senhor Jesus Cristo era um ser criado, não oriundo de toda eternidade;
- Que Jesus partilhou da natureza caída e pecaminosa do ser humano em sua encarnação;

O tema mais problemático foi o entendimento adventista sobre a natureza humana de Cristo.  Anteriormente o presidente da Conferencia Geral Adventista, William H. Branson, tinha escrito que o Cristo "tomou sobre Si a carne pecaminosa". (Em 1953 essa declaração havia sido omitido do seu livro). A maioria dos adventistas antes de 1950 concordaram com essa afirmação. Froom parece não ter sido totalmente franco com os líderes evangélicos, porque ele deu a impressão de que os adventistas tinham sempre acreditado na natureza humana sem pecado de Cristo. 
Apesar dessa carência, o que ficou claro para Froom e os outros adventistas que estavam participando das reuniões eram que eles precisavam articular as crenças adventistas numa linguagem que os evangélicos poderiam compreender. É importante lembrar que o tema da natureza pecaminosa de Cristo fora bastante controverso desde as reuniões da Conferência Geral de 1890. Vários teólogos importantes da denominação, como A. T. Jones e M. L. Andreasen defendia que Cristo tinha a mesma natureza humana, enquanto outros importantes líderes como A. G. Daniells criam numa visão equilibrada do tema, ou seja, que a natureza de Cristo era multifacetada: nem era igual a de Adão antes da queda nem igual à nossa depois da queda.
No verão de 1956 o pequeno grupo de evangélicos se convenceu de que os adventistas do sétimo dia eram suficientemente evangélicos para ser considerados cristãos.  Barnhouse publicou suas conclusões na edição de setembro de 1956 da revista Eternity no artigo: "Os adventistas do Sétimo Dia são cristãos?".  Nesse artigo, eles concluíram que:
"Os adventistas do sétimo dia são um grupo verdadeiramente cristão, ao invés de uma seita anti- cristão."." This greatly surprised its readers, and 6,000 canceled their subscriptions in protest! 
Isso surpreendeu muito dos seus leitores fazendo com que 6.000 deles cancelassem suas assinaturas em protesto! Após este anúncio, os adventistas foram gradualmente convidados a participar do “Billy Grahams cruzadas”.